# Аквила (Охајо)
Аквила (енгл. Aquilla) град је у америчкој савезној држави Охајо.

## Демографија
По попису из 2010. године број становника је 340, што је 32 (-8,6%) становника мање него 2000. године.
| Група             | 2000.       | 2010.       |
| Белци             | 365 (98,1%) | 333 (97,9%) |
| Афроамериканци    | 1 (0,3%)    | 0 (0,0%)    |
| Азијати           | 3 (0,8%)    | 1 (0,3%)    |
| Хиспаноамериканци | 1 (0,3%)    | 0 (0,0%)    |
| Укупно            | 372         | 340         |